# Progyndes iporangae
Progyndes iporangae is een hooiwagen uit de familie Gonyleptidae.